# L'Empire du Grec
Pour plus de détails, voir Fiche technique et Distribution.
L'Empire du Grec (titre original : The Greek Tycoon) est un film dramatique américain réalisé par J. Lee Thompson, sorti en 1978.
Le film est inspiré de l'histoire d'amour entre Aristote Onassis et Jacqueline Kennedy. Leurs noms ont été modifiés par les scénaristes.

## Synopsis
Armateur grec et considéré comme l'un des hommes les plus riches au monde, Theo Tomasis est un homme à femmes séducteur. Lors d'une soirée, il est séduit par Liz, la jeune femme d'un sénateur américain, James Cassidy, de passage en Grèce. Bien que marié à Simi, Theo est amoureux d'elle mais il la perd de vue. Quelques années plus tard, Cassidy est devenu le président des Etats-Unis mais Liz a du mal à se faire à son rôle de Première Dame. Dès lors, elle accepte une invitation de Theo pour une croisière en Grèce. Peu après son retour en Amérique, son époux est assassiné. Alors que le pays est traumatisé par cet assassinat, Liz trouve du réconfort dans les bras de Theo. Mais le fils de l'armateur meurt dans un accident tandis que sa femme Simi, hantée par le décès de leur enfant, se donne la mort. Malgré les épreuves qu'ils doivent surmonter, Theo et Liz trouveront ensemble du réconfort dans leur mariage.

## Fiche technique
- Titre original : The Greek Tycoon
- Titre français : L'Empire du Grec
- Réalisation : J. Lee Thompson
- Scénario : Nico Mastorakis, Win Wells et Morton S. Fine
- Montage : Alan Strachan
- Musique : Stanley Myers
- Photographie : Anthony Richmond
- Production : Allen Klein et Ely Landau
- Sociétés de production : ABKCO Records
- Sociétés de distribution : Universal Pictures
- Pays de production :  États-Unis
- Langue originale : anglais
- Format : couleur
- Genre : drame
- Durée : 107 minutes
- Dates de sortie : 
  - Royaume-Uni : 12 mai 1978
  - France : 29 novembre 1978

## Distribution
- Anthony Quinn (VF : Henry Djanik) : Theo Tomasis
- Jacqueline Bisset (VF : Perrette Pradier) : Liz Cassidy
- Raf Vallone (VF : Jean Michaud) : Spyros Tomasis
- James Franciscus (VF : Daniel Gall) : James Cassidy
- Edward Albert : Nico Tomasis
- Camilla Sparv (VF : Martine Messager) : Simi Tomasis
- Marilù Tolo (VF : Julia Dancourt) : Sophia Matalas
- Charles Durning (VF : Albert Augier) : Michael Russell
- Luciana Paluzzi : Paola Scotti
- Robin Clarke : John Cassidy
- Kathryn Leigh Scott (VF : Jocelyne Darche) : Nancy Cassidy
- Roland Culver : Robert Keith
- Tony Jay (VF : Claude D'Yd) : le docteur
- Jean-Claude Petit : Le designer français